# Kanton Mougins
Kanton Mougins (fr. Canton de Mougins) je francouzský kanton v departementu Alpes-Maritimes v regionu Provence-Alpes-Côte d'Azur. Tvoří ho čtyři obce. Jedná se o vilovou čtvrť.

## Obce kantonu
- Le Cannet (část území města leží v kantonu Le Cannet)
- Mouans-Sartoux
- Mougins
- La Roquette-sur-Siagne